# Мартинов Анатолій Федорович
Анатолій Федорович Мартинов (нар. 28 серпня 1946, село Новомоісеєнськ Пролетарського району, тепер Ростовська область, Російська Федерація) — український діяч, директор радгоспу «Бешівський» Старобешівського району, начальник Донецького обласного управління сільського господарства і продовольства, голова Старобешівської райдержадміністрації Донецької області. Народний депутат України 1-го скликання (у 1992—1994 роках).

## Біографія
Народився у селянській родині.
З 1961 року — учень Сальського сільськогосподарського технікуму Ростовської області.
У 1967—1977 роках — помічник бригадира тракторної бригади, бригадир, механік, керівник відділу рисорадгоспу імені Ленінського комсомолу Пролетарського району Ростовської області РРФСР.
Закінчив Луганський сільськогосподарський інститут, вчений агроном.
У 1977—1986 роках — завідувач автогаражу, гідротехнік колгоспу «Зоря» Старобешівського району Донецької області.
Член КПРС з 1980 до 1991 року.
У 1986 році — секретар партійної організації радгоспу «Авангард» Старобешівського району Донецької області.
У 1986—1992 роках — директор радгоспу «Бешівський» Старобешівського району Донецької області.
22.11.1992 року обраний народним депутатом України, 2-й тур, 64,1 % голосів, 2 претенденти. Входив до групи «Центр». Член Комісії ВР України з питань агропромислового комплексу.
У 1994—1996 роках — начальник Донецького обласного управління сільського господарства і продовольства.
З 1996 року — директор з виробництва компанії «Каргілл» Донецької області.
З 14 жовтня по 24 грудня 2002 року — голова Старобешівської районної державної адміністрації Донецької області.
Потім — на пенсії.